# Chevrier

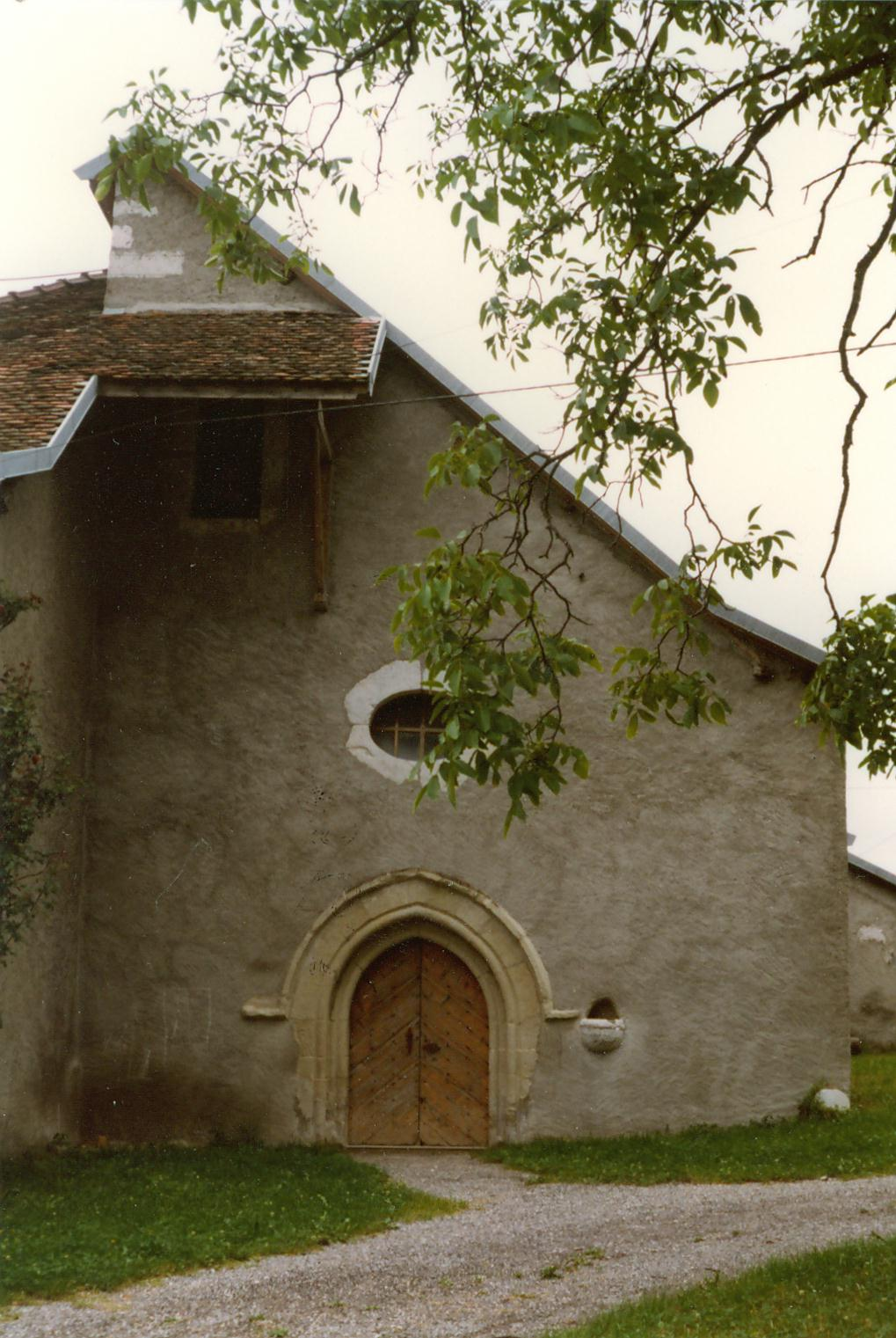
Kościół w Chevrier (2010)

Chevrier – miejscowość i gmina we Francji, w regionie Owernia-Rodan-Alpy, w departamencie Górna Sabaudia.
Według danych na rok 1990 gminę zamieszkiwało 221 osób, a gęstość zaludnienia wynosiła 41 osób/km² (wśród 2880 gmin regionu Rodan-Alpy Chevrier plasuje się na 1406. miejscu pod względem liczby ludności, natomiast pod względem powierzchni na miejscu 1486.).